# 583

## Esdeveniments
- Sevilla (Bètica): El rei visigot Leovigild pren la ciutat i acaba amb la rebel·lió que havia encapçalat el seu fill Ermenegild.[1]
- Regne dels sueus: Eboric succeeix el seu pare mort Miró com a rei dels sueus.[2]

## Naixements
- La Meca (Aràbia): Abu-Ubayda ibn al-Jarrah, un dels deu sahaba principals del profeta Mahoma. (m. 639).[3]

## Necrològiques
- Sevilla (Bètica): Miró, rei dels sueus.[2]